# باشگاه فوتسال دبیری تبریز
 باشگاه فوتسال دبیری تبریز  یک باشگاه فوتسال ایرانی در شهر تبریز بود.
بهترین عنوان این باشگاه در طول تاریخ برگزاری لیگ برتر فوتسال ایران، کسب قهرمانی بود که در فصل ۹۲ با سرمربیگری وحید شمسایی کسب شد
چهره‌های ملی پوشی چون مصطفی نظری، وحید شمسایی، جواد اصغری مقدم، حمید ابراری نیا، فرهاد فخیم سابقه حضور در این تیم را داشتند. سرپرستی تیم فوتسال این باشگاه بر عهده شهرام دبیری بود. این تیم در سال ۱۳۹۶ منحل شد و امتیاز آن به تیم پارسیان شهر قدس واگذار شد.